# Zadnia Walowa Ławka
Zadnia Walowa Ławka (niem. Hintere Wala-Scharte, słow. Zadná Valova lávka, węg. Hátsó-Wala-rés) – dość szeroka i wybitna, trawiasta przełęcz w Grani Hrubego (stanowiąca jedną z najszerszych przełęczy w tejże grani) w słowackich Tatrach Wysokich. Oddziela Zadnią Walową Turnię na południowym wschodzie od Pośredniej Walowej Turni na północnym zachodzie. Ma dwa siodełka, niższe jest siodełko zachodnie. Na północ, do Wielkiego Ogrodu w Dolinie Hlińskiej, opada z przełęczy uchodzący do lewej odnogi Żlebu Grosza. W górnej i środkowej części jest wąski i głęboki, w dolnej tylko minimalnie wklęsły i tworzy pionowy, częściowo przewieszony próg. Po prawej części progu, we wspólnej ścianie Skrajnej i Pośredniej Walowej Turni, znajdują się wyraźne okapy. Ścianę Zadniej Walowej Turni przecina ciągnący się skośnie w lewo (patrząc od dołu) system zachodów i rynien, na których często bywają kozice (świadczą o tym ich odchody). System tych zachodów i rynien daje szansę względnie łatwego zejścia Grani Hrubego do Wielkiego Ogrodu. Na południową stronę, do Niewcyrki, opada z przełęczy depresja. Jest w niej żebro, które jej dolną część dzieli na dwa żleby. Położony na wysokości około 2215 m dolny wylot wybitnie piarżystego lewego żlebu znajduje się na poziomych płytach Teriańskiej Równi z Teriańskimi Okami.
Zadnia Walowa Ławka to położona najdalej na południowy wschód z trzech Walowych Ławek (pozostałe to Pośrednia Walowa Ławka i Skrajna Walowa Ławka), których nazwy, podobnie jak nazwy Walowych Turni, upamiętniają Jędrzeja Walę starszego – przewodnika zasłużonego dla poznania masywu Hrubego Wierchu. Nazwy nadał in Witold Henryk Paryski w 8. tomie przewodnika wspinaczkowego.

## Taternictwo
Pierwszego wejścia na Zadnią Walową Ławkę (podczas przechodzenia Grani Hrubego) dokonali Włodzimierz Jodkowski, Ignacy Król i Mariusz Zaruski, a było to 27 lipca 1909 r.. Obecnie dla taterników turnia dostępna jest tylko z grani lub od strony północnej (Niewcyrka jest obszarem ochrony ścisłej z zakazem wstępu).
Drogi wspinaczkowe
1. Z Niewcyrki prawym żlebem południowo-zachodniej depresji; III w skali tatrzańskiej, czas przejścia 45 min
2. Przez najwyższą część lewej gałęzi południowo-zachodniej depresji; I, 30 min
3. Z Wielkiego Ogrodu północno-wschodnim żlebem; V-, czas pierwszego przejścia 5 godz.
4. Szukając Szczepańskiego (przez prawą część ściany Zadniej Walowej Turni); II, miejsce III, 2 godz.

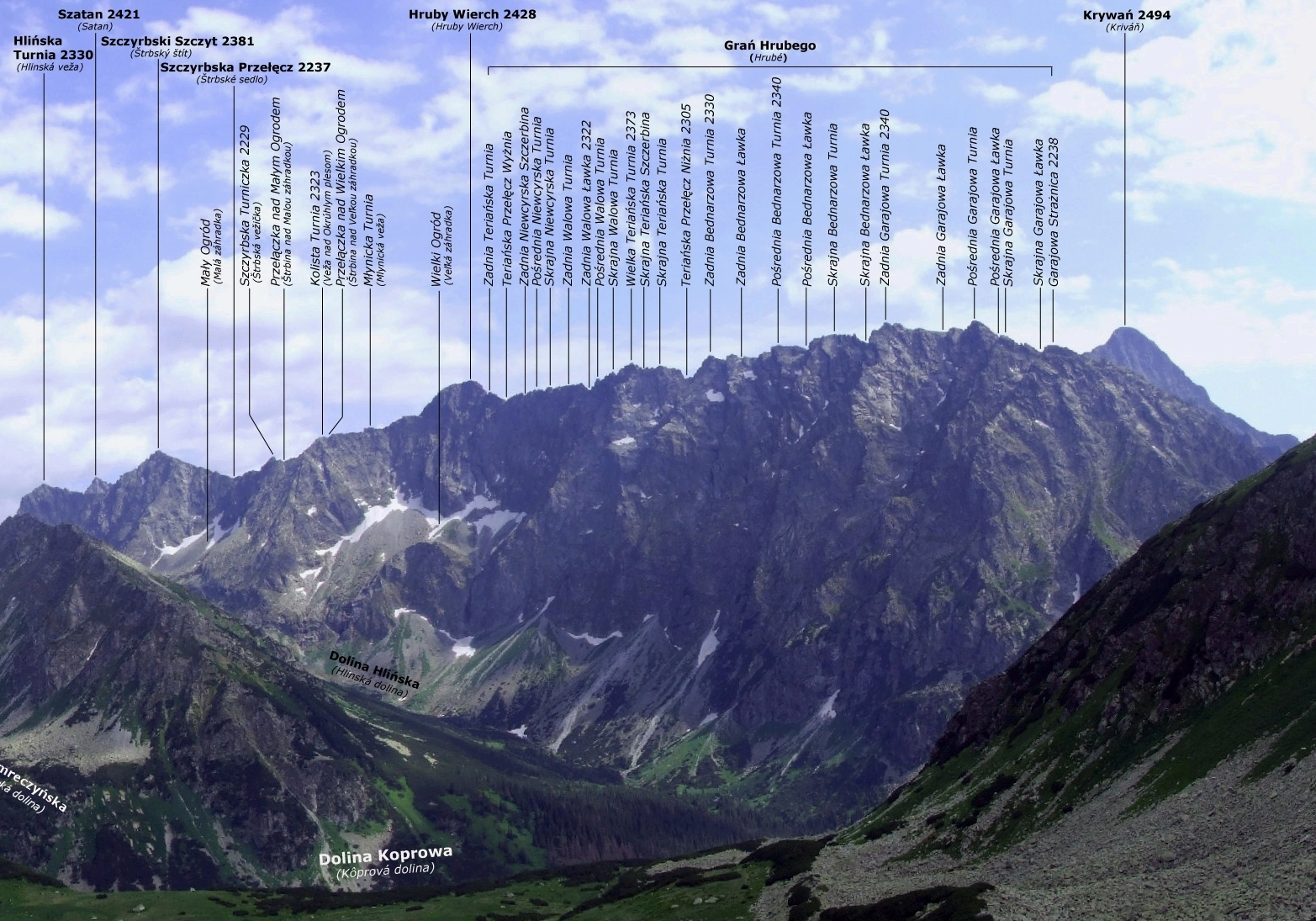
Widok z Zaworów
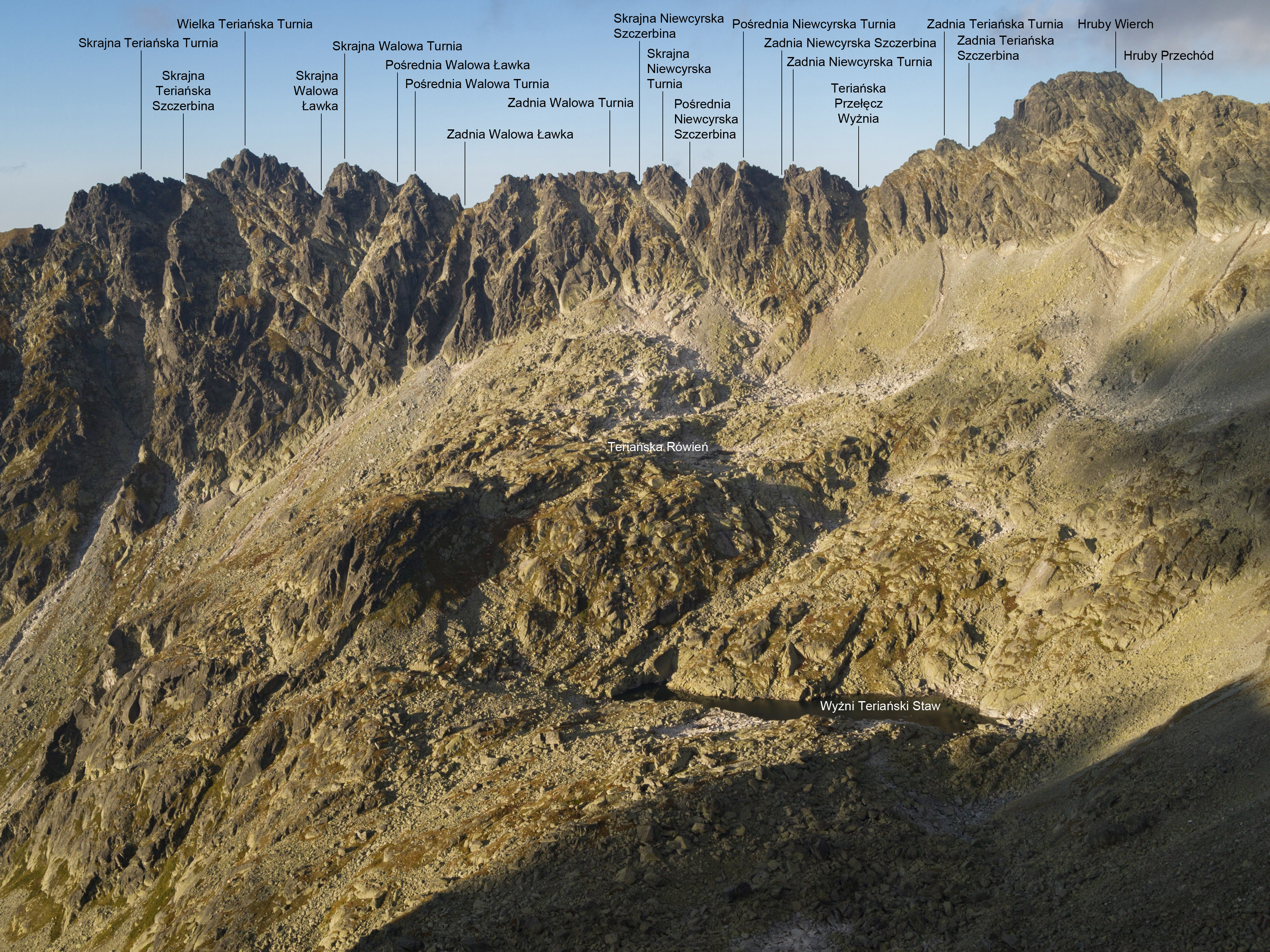
Widok z południowego wschodu
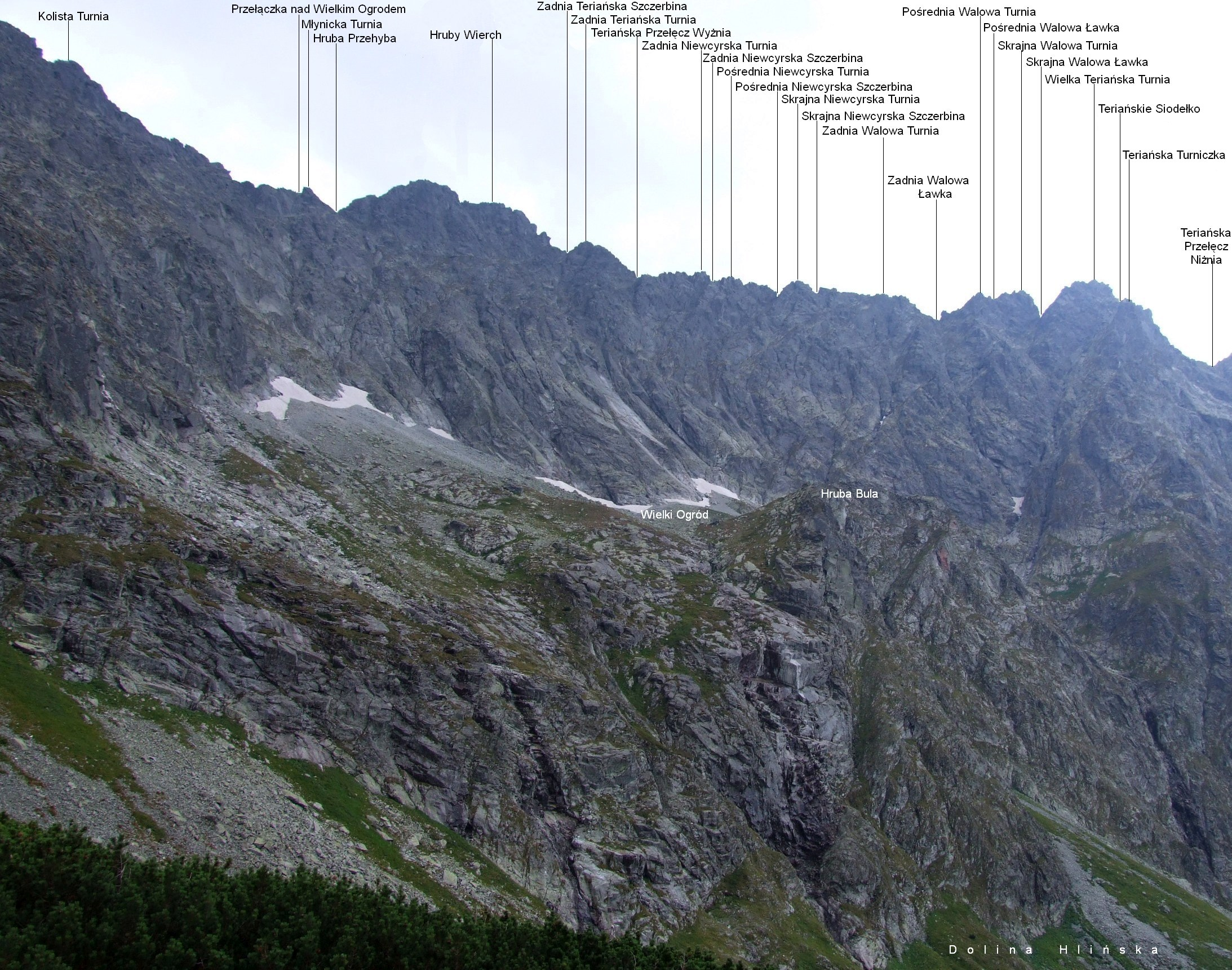
Widok z Doliny Hlińskiej